# Temple (motorfiets)
Temple is een historisch Brits motorfietsmerk, waarvan de motorfietsen uit de OEC-fabriek rolden.

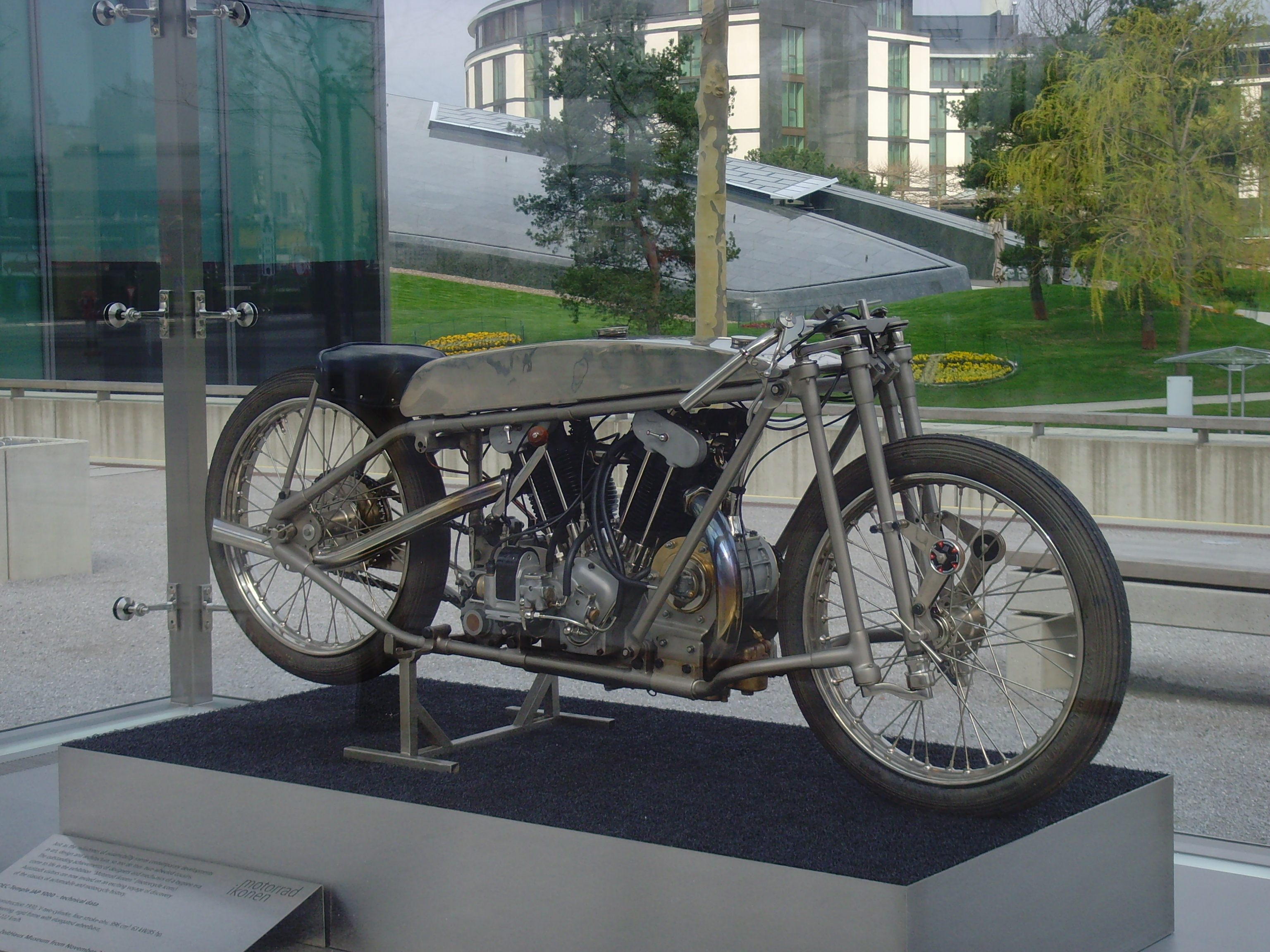
OEC-Temple-JAP met compressor uit 1930. Met deze machine reed Joe Wright op 31 augustus 1930 een wereldsnelheidsrecord van 220,96 km/h

De bedrijfsnaam was Osborn Engineering Co., Gosport, Hampshire (1924-1928).
Nadat Claude Temple met een 996 cc V-twin veel races gewonnen had, ging OEC onder de naam Temple ook seriemodellen maken. Deze hadden echter een 496 cc Anzani “Vulpine”-kopklepmotor of een 497 cc Atlanta-OHC-blok (Atlanta-Duo hoorde ook bij het OEC-concern, de blokken werden ook bij Anzani gebouwd). Ook de Temple modellen werden vanaf 1927 uitgerust met het “Duplex-stuursysteem” van OEC.